# Aaran Lines
Aaran Lines (Lower Hutt, Nueva Zelanda, 21 de diciembre de 1976) es un exfutbolista y entrenador de fútbol de Nueva Zelanda que jugaba en la posición de centrocampista.

## Carrera

### Club
| Periodo   | Club                         |
| --------- | ---------------------------- |
| 1993-1997 | SV Werder Bremen             |
| 1997-1998 | Kickers Emden                |
| 1998-1999 | VfL Osnabrück                |
| 1999–2001 | Football Kingz               |
| 2002      | Dresdner SC                  |
| 2002–2003 | Ruch Chorzów                 |
| 2003–2004 | Arka Gdynia                  |
| 2005      | Borussia 1912 Freialdenhoven |
| 2005      | Portland Timbers             |
| 2006–2007 | Rochester Raging Rhinos      |
| 2008      | Richmond SC                  |

### Selección nacional
Estuvo en el proceso de selecciones nacionales desde la categoría sub-17. Debutó con Nueva Zelanda el {fecha|25|9|1998}} en la victoria por 1–0 sobre Tahití.
Fue convocado para jugar en la Copa FIFA Confederaciones 1999 en México en donde jugó los tres partidos, y para la Copa FIFA Confederaciones 2003 en Francia donde solo jugó en el partido ante Japón.
Jugó un total de 31 partidos internacionales y anotó cuatro goles, siendo su último partido internacional el 6 de junio de 2004 en la victoria por 2–0 sobre Fiyi.
| N.º | Fecha                 | Sede                                           | Rival         | Marcador | Resultado | Torneo                                               |
| --- | --------------------- | ---------------------------------------------- | ------------- | -------- | --------- | ---------------------------------------------------- |
| 1   | 6 de junio de 2001    | North Harbour Stadium, Auckland, Nueva Zelanda | Tahití        | 2–0      | 5–0       | Clasificación para la Copa Mundial de Fútbol de 2002 |
| 2   | 13 de junio de 2001   | North Harbour Stadium, Auckland, Nueva Zelanda | Vanuatu       | 4–0      | 7–0       | Clasificación para la Copa Mundial de Fútbol de 2002 |
| 3   | 12 de octubre de 2002 | A. Le Coq Arena, Tallin, Estonia               | Estonia       | 2–1      | 2–3       | Amistoso                                             |
| 4   | 31 de mayo de 2004    | North Harbour Stadium, Auckland, Nueva Zelanda | Islas Salomón | 3–0      | 3–0       | Copa de las Naciones de la OFC 2004                  |

### Entrenador
| Periodo   | Club                   |
| --------- | ---------------------- |
| 2009–2010 | Buffalo Flash          |
| 2011-2012 | Western New York Flash |
| 2013–2015 | Western New York Flash |

## Vida personal
Lines está casado con la también futbolista Alex Sahlen, que jugó en el Flash de 2009 a 2014, quien era la hija del presidente y dueño del club Joe Sahlen. Tiene tres hijos.